# Лавров Петро Лаврович
Петро́ Ла́врович Лавро́в (2 червня (14 червня за новим стилем) 1823, Мелехово, нині Псковського району Псковської області Росії — 25 січня (6 лютого за новим стилем) 1900, Париж) — теоретик російського революційного народництва, філософ, публіцист, соціолог.

## Біографія

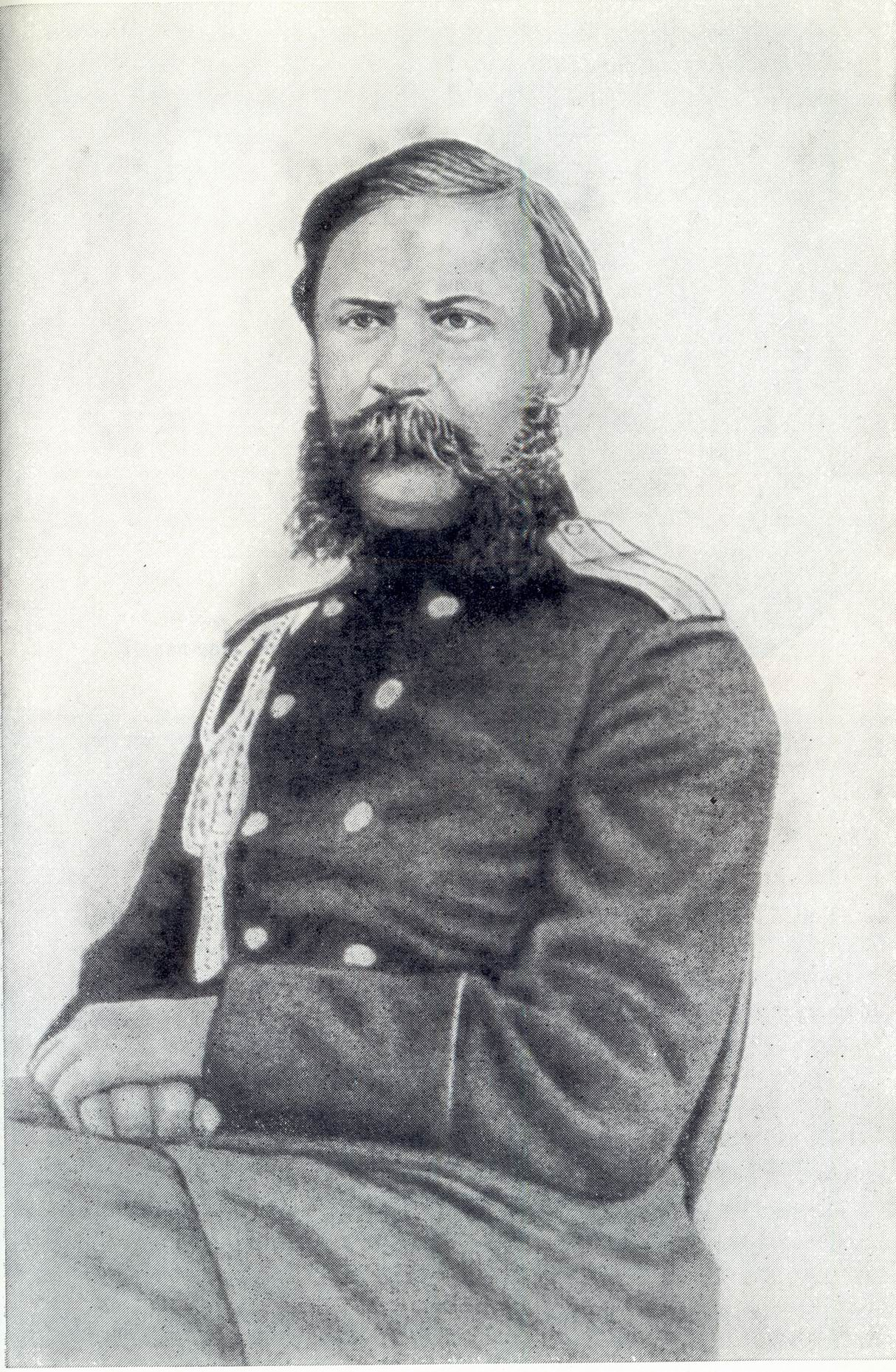
Полковник Петро Лавров

Народився в сім'ї поміщика. 1842 року закінчив артилерійське училище в Петербурзі.
Від 1862 року член організації «Земля і воля».
1866 року заарештовано. 1867 року заслано до Вологодської губернії.
1870 року таємно виїхав за кордон — у Париж.
1871 року Лавров виїхав у Лондон. Там він зблизився з Карлом Марксом і Фрідріхом Енгельсом. У 1873—1877 роках видавав журнал «Вперед!», у 1875—1876 роках — газету «Вперед!», які нелегально розповсюджувалися серед революційної молоді Російської імперії, зокрема в Україні.
1877 року переїхав із Лондона в Париж.